# Simon Williams
Simon Williams (30 november 1979) is een Brits schaker. Hij is sinds 2008 een grootmeester (GM).
Williams schreef in 2004 het boek "Improve your attacking chess".

## Jeugd
In 1993 had hij voor het eerst een internationale FIDE-rating, deze bedroeg 2255. In dat jaar won hij het Britse jeugdkampioenschap in de categorie tot 12 jaar. In 1995 eindigde hij als 16e in het Europese jeugdkampioenschap in de categorie tot 14 jaar. In 1998 werd hij internationaal meester (IM). In dat jaar speelde hij aan het eerste bord namens Engeland in de Schaakolympiade, categorie tot 16 jaar. In 1999 werd hij 7e in Europese kampioenschap, categorie tot 18 jaar.
In 2005 won hij het Britse blitz kampioenschap. In april 2005 speelde hij mee in het Gausdal classics toernooi en eindigde met 4 punten op de zesde plaats.

## Grootmeester
In 2008 werd hij grootmeester, na de laatste hiervoor benodigde norm behaald te hebben in Hastings 2005/2006.
In 2009 organiseerde hij het Big Slick International in Purley, London, waaronder het invitatietoernooi voor grootmeesters en FIDE Rated Open.
In 2003 en 2009 eindigde hij als tweede bij het Britse schaakkampioenschap.
In 2009 werd hij gedeeld eerste bij het Southend Chess Congress all-play-all toernooi.
Williams werd, in december 2010, met Gawain Jones gedeeld winnaar van de London Chess Classic FIDE Rated Open.

## Schaakcommentator
Williams is schaakcommentator bij toernooien en online. Onder meer verzorgt hij het officiële commentaar bij het Gibraltar Schaakfestival samen met Irina Krush en verslaat hij andere toernooien voor ChessBase en Chess.com.

## Uitgever van schaakpublicaties
In 2008 richtte hij GingerGM op, samen met Internationaal Meester Simon Ansell. Het bedrijf produceert gedrukte boeken, ebooks en DVDs.

## Werk van Williams

### Boeken
- Williams, Simon (2003). Play The Classical Dutch. Gambit Publications. ISBN 978-1-901983-88-3.
- Williams, Simon (2004). Improve Your Attacking Chess. Gambit Publications. ISBN 978-1-904600-09-1.
- Williams, Simon (2008). How To Crush Your Chess Opponents. Gambit Publications. ISBN 978-1-904600-99-2.
- Williams, Simon (2009). The New Sicilian Dragon. Everyman Chess. ISBN 978-1-85744-615-9.
- Williams, Simon (2010). How To Win At Chess - Quickly!. Everyman Chess. ISBN 978-1-85744-631-9.
- Palliser, Richard; Williams, Simon; Vigus, James (2010). Dangerous Weapons: The Dutch. Everyman Chess. ISBN 978-1-85744-624-1.
- Williams, Simon (2011). Attacking Chess: The French: A Dynamic Repertoire for Black. Everyman Chess. ISBN 978-1857446463.
- Williams, Simon (2011). SOS – Secrets of Opening Surprises 13 – Chapter 3 – The Williams Anti-Grunfeld Variation. New in Chess. ISBN 978-90-5691-341-0.
- Williams, Simon (2011). SOS – Secrets of Opening Surprises 14 – Chapter 4 – Kings Gambit: Tartakower Variation. New In Chess. ISBN 978-90-5691-366-3.
- Williams, Simon (2013). Killer Dutch - The Book. GingerGM and EPlus Books. ISBN 978-1-927179-15-4.

### DVD's
- Williams, Simon (2009, http://www.gingergm.com/shop/killer-dutch).+The Killer Dutch. GingerGM, United Kingdom.
- Williams, Simon (2010, http://www.gingergm.com/shop/killer-french).+The Killer French Volume 1. GingerGM, United Kingdom.
- Williams, Simon (2010, http://www.gingergm.com/shop/killer-french).+The Killer French Volume 2. GingerGM, United Kingdom.
- Williams, Simon (2011, http://www.gingergm.com/shop/killer-dragon).+The Killer Dragon Volume 1. GingerGM, United Kingdom.
- Williams, Simon (2011, http://www.gingergm.com/shop/killer-dragon).+The Killer Dragon Volume 2. GingerGM, United Kingdom.
- Williams, Simon (2012, http://www.gingergm.com/shop/play-like-tal).+Play Like Tal. GingerGM, United Kingdom.
- Williams, Simon (2012, http://www.gingergm.com/shop/crash-test-chess-dvd-1-using-the-initiative).+Crash Test Chess Volume 1 Using The Initiative. GingerGM, United Kingdom.
- Williams, Simon (2012, http://www.gingergm.com/shop/crash-test-chess-dvd-2-thinking-outside-of-the-box).+Crash Test Chess Volume 2 Thinking Outside The Box. GingerGM, United Kingdom.
- Williams, Simon (2014, http://www.gingergm.com/shop/kings-gambit-vol1).+King's Gambit Volume 1 and 2. Chessbase, Hamburg.

## Externe koppelingen
- (en)   Informatie over schaakpartijen van Simon Williams op ChessGames.com
- (en)   Informatie over schaakpartijen van Simon Williams op 365chess.com
- (en)  FIDE-ratinggegevens voor Simon Williams